# Hotta Daiki
Daiki Hotta (sinh ngày 5 tháng 10 năm 1994) là một cầu thủ bóng đá người Nhật Bản.

## Sự nghiệp câu lạc bộ
Daiki Hotta đã từng chơi cho Fukushima United FC.